# Zweite Oberliga Sud-Ouest
La 2. Oberliga Sud-Ouest (en allemand : Zweite Oberliga Südwest) fut une ligue allemande de football organisée entre 1950 et 1963. Cette compétition eut la valeur d’une Division 2 puisqu'elle était située dictement en dessous de l'Oberliga Südwest. Un principe de montée/descente fut instauré entre l'Oberliga et la 2. Oberliga.
Cette ligue fut aussi appelée 2. Liga Südwest ou II. Division Südwest.
Elle concerna les clubs situés dans le Rhénanie-Palatinat et dans la Sarre, donc ceux affiliés à la Fussball-Regional-Verband Südwest (FRVS). 

## Généralités
Comme pour les Oberligen, situées hiérachiquement juste au-dessus, les clubs devaient disposer d'une «licence» pour pouvoir jouer en 2. Oberliga.
Lors de sa création, en 1951, la 2. Oberliga Südwest, se présenta sous la forme d'une série de 14 clubs. Elle passa à 16 participants à partir de la 2e édition.

## Champions & vice-champions
Le tableau ci-dessous vous propose la liste des clubs ayant été sacrés champion et/ou vice-champion de la 2. Oberliga Südwest.
| Saisons | Champions                 | Vice-champions           |
| ------- | ------------------------- | ------------------------ |
| 51-52   | VfR Kirn                  | FV Speyer                |
| 52-53   | ASV Landau                | VfR Frankenthal          |
| 53-54   | Sportfreunde Saarbrücken  | Eintracht Bad Kreuznach  |
| 54-55   | SpVgg Andernach           | FV Engers 07             |
| 55-56   | Sportfreunde Saarbrücken  | FV Speyer                |
| 56-57   | SV St. Ingbert            | TuRa Ludwigshafen        |
| 57-58   | SpVgg Weisenau            | Sportfreunde Saarbrücken |
| 58-59   | VfR Kaiserslautern        | Ludwigshafener SC 1925   |
| 59-60   | SV 1911 Niederlahnstein   | TuS Neuendorf            |
| 60-61   | VfR Kaiserslautern        | BSC 1914 Oppau           |
| 61-62   | SV 1911 Niederlahnstein   | VfR Frankenthal          |
| 62-63   | SV Phönix 03 Ludwigshafen | Eintracht Trier          |

### Les autres "2. Oberligen"
- 2. Oberliga West
- 2. Oberliga Süd